# Żabia Wola (gmina Strzyżewice)
Żabia Wola – wieś w Polsce położona w województwie lubelskim, w powiecie lubelskim, w gminie Strzyżewice. Leży nad rzeką Bystrzycą (dopływ Wieprza). Wieś jest położona na terenie Czerniejowskiego Obszaru Chronionego Krajobrazu.
| SIMC    | Nazwa  | Rodzaj    |
| ------- | ------ | --------- |
| 0392098 | Tuszów | część wsi |

W latach 1975–1998 miejscowość należała administracyjnie do ówczesnego województwa lubelskiego.
Wieś stanowi sołectwo gminy Strzyżewice. Według Narodowego Spisu Powszechnego z roku 2011 wieś liczyła 962 mieszkańców.
W Żabiej Woli znajduje się kościół parafialny pod wezwaniem Matki Bożej Częstochowskiej.

## Historia
Nazwę wsi wymieniono po raz pierwszy w początku XVII wieku w wykazach dóbr Anama Gorajskiego, które ciągnęły się od okolic Biłgoraja pod Lublin. W 1652 roku miejscowość przeszła w ręce Remigiana Skarbek-Kiełczewskiego, po nim odziedziczył ją Teodor Skarbek-Kiełczewski, a następnie jego bracia. W 1786 roku Żabią Wolę kupił plenipotent Rabowski. Następnie jego córka Salomea sprzedała całe dobra gen. Franciszkowi Rohlandowi, którego rodzina pochodziła z Inflant lub Kurlandii. Po nim właścicielem był syn Roman, a następnie Paweł Rohland, ostatni przedstawiciel rodu.
Majątek przetrwał w rękach rodziny do 1944 roku, wówczas pałac w Żabiej Woli, z parkiem, zabudowaniami gospodarczymi z 50 ha gruntu otrzymało Liceum Pszczelarskie. Nazwę majątku zmieniono na Pszczelą Wolę.